# Cordillera de la Royal Society
La cordillera de la Royal Society (Royal Society Range) es una formación montañosa de la Antártida que se eleva hasta los 4.025 m, situada en el lado oeste del estrecho de McMurdo, entre los glaciares Koettliz, Skelton y Ferrar. La primera persona en avistar desde el mar esta cordillera fue posiblemente el capitán James Clark Ross en 1841.
Explorada por la expedición Discovery (1901-1904) dirigida por el explorador Robert Falcon Scott, que la nombró en honor de la Royal Society (varios de los picos tienen nombres de algunos miembros de la sociedad que financió la expedición y formó parte del comité que la organizó).